# Architekturführer DDR
Der Architekturführer DDR ist ein mehrbändiges Nachschlagewerk über die als ästhetisch, kulturhistorisch und städtebaulich bedeutsam eingeschätzte Bausubstanz auf dem Gebiet der DDR. Er erschien in gemeinsamer Herausgeberschaft von Bauakademie der DDR (Institut für Städtebau und Architektur), dem Bund der Architekten in der DDR und dem Institut für Denkmalpflege.

## Autoren und Beteiligte
Das mehrbändige Werk ist eine Zusammenstellung historischer und neuzeitlicher Bauten durch eine große und territorial wechselnde Autorengruppe. Von den tragenden Institutionen waren daran u. a. Ludwig Deiters, Peter Goralczyk, Werner Wachtel und Ule Lammert beteiligt. Unter den ausgewiesenen Fachautoren treten beispielsweise Hans Nadler, Heinrich Magirius und Heinrich Douffet hervor. Die Redaktionsleitung war bei den einzelnen Bänden unterschiedlichen Personen übertragen worden.
Die Erarbeitung dieses Architekturführers erfolgte durch eine Autorengruppe, die zu diesem Zweck eine Literaturgrundlage aus den wissenschaftlichen Bibliotheks- und Archivbeständen der Herausgeberinstitutionen zur Verfügung hatte. Unter den Bildquellen befanden sich u. a. die Deutsche Fotothek, das Institut für Denkmalpflege der DDR, kommunale Planungsgruppen, Universitätsbildstellen und zahlreiche Fotografen, beispielsweise von Rössing. In den Quellen werden wissenschaftliche Periodika aufgeführt. Es handelt sich um die Zeitschriften Architektur der DDR, Denkmalpflege in der DDR und die Sächsischen Heimatblätter.

## Inhalt
In dem mehrbändigen Architekturführer wird eine Auswahl wichtiger Denkmalobjekte aus dem historischen Erbe sowie Zeugnisse des modernen Bauens in der DDR durch Text und Bild beschrieben. Die Gliederung des Werkes erfolgte auf der Grundlage der damaligen Verwaltungseinheiten, den Bezirken. Jeweils ein Band beschreibt die Bauten in einem Bezirk. Der durchschnittliche Umfang beläuft sich auf 160 Seiten pro Band.
Die inhaltlichen Schwerpunkte bilden die früheren Bezirks- und Kreisstädte. Den einzelnen Gebäudebeschreibungen ist ein Textabschnitt vorangestellt, der sich mit der Architekturgeschichte der jeweiligen Stadt oder Region beschäftigt. Dieser historische Abriss beginnt bei den frühen Zeugnissen der Bebauung und endet mit den jüngsten Bauten. Dabei wird in ländlichen Gebieten auf die natürlichen landschaftsprägenden Faktoren und auf wichtige geologische Gegebenheiten eingegangen. Vereinzelt entsteht so ein Bezug zur regionalen Bautradition. In den Erläuterungen zu den Großstädten finden sich neben architektonischen Kernaussagen auch Darstellungen zu städtebaulichen Fragestellungen aus älteren und moderneren Sichtweisen.
Die Illustrationen bestehen aus Schwarzweiß-Abbildungen und Zeichnungen. Überwiegend werden Gebäudeansichten gezeigt, vereinzelt auch Grundrisse. Als Illustratoren waren u. a. Gerda Nützmann, Jochen Helbig und Ulrich Wittich für dieses Werk tätig.
In dem Werk werden Erbauungszeiten und beteiligte Architekten sowie Künstler aufgeführt. Ferner finden sich detaillierte Angaben zu den Gebäudeteilen, der Bauweise, dem Bauschmuck, räumlichen Teilstrukturen (beispielsweise Wohnungszahlen) und zeitgenössischen Nutzungen (Museum, Verwaltungen o. ä.). Es werden Monumente, Kirchengebäude und technische Bauwerke, wie Brücken, beschrieben. Es sind Beispiele aus den verschiedenen Architekturepochen vertreten, die es auf dem Territorium der DDR gab und gibt. Die Erläuterungen sind meist sach- und fachbezogen. Von den einzelnen Vorsitzenden der Räte der Bezirke bzw. im Fall Berlins vom Oberbürgermeister, enthalten die meisten Bände ein Geleitwort, das politische Wertungen und Bezugnahmen zur damaligen Machtstruktur enthält.
In Hinsicht auf die Anzahl beschriebener Einzelobjekte übertrifft es noch die mehrbändige Bildbandreihe Deutsche Kunstdenkmäler aus dem Akademie-Verlag Berlin, geht aber weniger detailliert auf sie ein. Das Werk wendete sich nach eigener Aussage an interessierte Bürger und Touristen. Die Beschreibung der einzelnen Bauten erfolgte in einer gestrafften Textform, die mit den Einzeldarstellungen im Handbuch der Deutschen Kunstdenkmäler in den meisten Fällen vergleichbar ist, jedoch zusätzlich mit einer Abbildung pro Bauwerk, in ausgewählten Fällen mit einem Grundriss.

## Gliederung
Die Bände erschienen im VEB Verlag für Bauwesen Berlin und erfuhren meist eine zweite Auflage, in einzelnen Fällen auch weitere. Das Werk gliedert sich wie folgt (in Klammer das Jahr der 1. Auflage):
- Architekturführer DDR, Berlin, Hauptstadt der DDR (1974, 19762)
- Architekturführer DDR, Bezirk Cottbus (nicht erschienen)
- Architekturführer DDR, Bezirk Dresden (1979)
- Architekturführer DDR, Bezirk Erfurt (1979)
- Architekturführer DDR, Bezirk Frankfurt (Oder) (1987)
- Architekturführer DDR, Bezirk Gera (1981)
- Architekturführer DDR, Bezirk Halle (1977)
- Architekturführer DDR, Bezirk Karl-Marx-Stadt (1989)
- Architekturführer DDR, Bezirk Leipzig (1976)
- Architekturführer DDR, Bezirk Magdeburg (nicht erschienen)
- Architekturführer DDR, Bezirk Neubrandenburg (nicht erschienen)
- Architekturführer DDR, Bezirk Potsdam (1981)
- Architekturführer DDR, Bezirk Rostock (1978)
- Architekturführer DDR, Bezirk Schwerin (1977)
- Architekturführer DDR, Bezirk Suhl (1989)

Die drei zu DDR-Zeiten nicht erschienenen Bände wurden einige Jahre später, unter Weglassung der obsoleten Titelbestandteile „DDR“ und „Bezirk“, im Verlag für Bauwesen nachgereicht:
- Architekturführer Neubrandenburg: Stadt und Umgebung (1991)
- Architekturführer Magdeburg: Wanderungen durch Stadt und Umgebung (1992)
- Architekturführer Cottbus: Wanderungen durch Stadt und Umgebung (1993)